# Šoltéství v Heřmanovicích
Bývalé šoltéství v Heřmanovicích, okres Bruntál, bylo v roce 2010 prohlášené kulturní památkou ČR.

## Historie
V centru obce se nachází renesanční rychta – budova dědičných šoltýsů. Po připojení statků k vratislavskému biskupství se začal používat název šoltys pro rychtáře. Šoltyství vedlo pozemkové, hypoteční a sirotčí knihy do roku 1848, od roku 1584 bylo uděleno právo várečné. Šoltyství bylo dědičné. Začátkem druhé poloviny 18. století bylo heřmanovické šoltyství povýšeno přijetím mezi zemskodeskové statky, tím získalo statut rytířského šoltyství. Pozice šoltyse byla výrazně posílena a z toho důvodu, pravděpodobně pro svou potřebu domácího svatostánku, byla postavena kaple svatého Isidora. V roce 1781 zakoupil šoltyství Vincenc Richter, po něm se šoltyství stalo osobním majetkem biskupa Hohenlohe, jehož dědicové v roce 1827 šoltyství rozprodali. V 19. století byla budova šoltyse využívána jako škola. Budova šoltyse byla přestavěna (nebo znovu vystavěna na starých základech) v roce 1835 v empírovém slohu na základech renesančního objektu. Po zrušení patrimoniální správy byl objekt přestavěn na školu. V 20. století byla historická budova upravována.

## Architektura
Volně stojící zděná nepodsklepená patrová budova na téměř čtvercovém půdorysu ukončená vysokou valbovou střechou krytou plechem, se dvěma komíny z režného zdiva. Nároží zdobí rustika. K severní části je přistavěn patrový přístavek krytý pultovou střechou. východní průčelí je členěno šesti okenními osami. V přízemí se nacházejí dva rozšířená trojdílná okna a vstup s dřevěnými částečně prosklenými dveřmi. Západní strana je členěná osmi okenními osami, v přízemí okna zaslepená.

## Interiér
V přízemí se dochovaly renesanční klenby. Ve vstupní místnosti se dochovala pamětní heraldická a nápisová deska z roku 1624. Na desce jsou erbovní znaky Vladislava Zikmunda, rozeného krále z rodu Vasa, v té době korunní princ Polska a Švédska a rakouského arcivévody Karla, velmistra Řádu německých rytířů. Nápisová část je psaná v němčině a uvádí, že v  tomto domě přenocovala obě knížata 14. června 1624 a že dovolila, aby na památku jejich pobytu byly v domě zhotoveny jejich znaky vzhledem k věrným službám pana Jonáše Biroldta, kolektora zlatohorského panství. Urození muži na šoltyství přenocovali během jednání o podmínkách volby nového vratislavského biskupa.
Text nápisové desky:
Anno 1624, den 14. tag des Monats Juny seindt hochge…
beide Fyrsten, alhier Zur Hermstadt in diesem Haus vber nacht
gelegen vnd Herren JONAE Biroldt, COLLECTORIim Zuckh
mentelischen Ambte, Zue einer gedechtnüs obgemelte Wappen,
in an sehung seiner bestendigen treuen vordienst,
an solches hauss genedigiist vorehren lassen.